# Taufik Batisah
Taufik bin Batisah (nacido el 10 de diciembre de 2001) (jawi: محمد تيوفيك بن بتيسه) es un cantante singapurense, ganador de la primera temporada de la serie de televisión de "Singapore Idol".

## Biografía
Taufik nació en el seno de una familia malayo de origen indio y buginés. Sus padres se divorciaron cuando él tenía 13 años de edad. Asistió a la escuela primaria de Boon Lay y terminó la escuela secundaria en el Jurong y se graduó en la Universidad Politécnica de Singapur.
Taufik primero comenzó su carrera como cantante junto a un grupo local llamado Bonafide, que interpretaban una fusión de géneros musicales como el hip-hop y R & B, junto al rapero, Mark Bonafide.
Taufik participó en la primera temporada de una serie de televisión de Singapore Idol en el 2004. El 1 de diciembre de 2004, Taufik fue declarado ganador de "Singapore Indoor Stadium", ante una audiencia de más de 8.000 fanes y 1,8 millones de espectadores en todo su país. Firmó contrato con el sello  de Sony BMG y un acuerdo de gestión bajo registro del sello "Hype Records", "ArtisteNetworks". Más adelante se reveló que Taufik, había ganado unos 682.000 de los 1,1 millones de votos emitidos esa noche, mientras que su oponente Sylvester Sim, solo logró 418.000 votos.

## Discografía
Studio albums
- 2005: Blessings
- 2006: All Because of You
- 2007: Teman Istimewa
- 2008: Suria Hatiku
- 2014: Fique

Otros álbumes
- 2005: Shooting Stars Original Soundtrack
- 2010: Fried Rice Paradise – The Musical Soundtrack
- 2011: Kenangan Di Hari Raya

VCD
- 2005: An Evening with Taufik

Singles
- 2005: Reach out for the Skies (National Day Parade Theme Song)
- 2006: Let Her Go
- 2006: I Don't Know
- 2009: Addicted
- 2011: Aku Bersahaja (duet with Rossa)
- 2012: Sky's The Limit (feat. Rui En)
- 2013: Ikrar Kasih (OST Luluhnya Sebuah Ikrar)

## Filmografía
Televisión
- 2005: Shooting Stars (as himself)
- 2013: Madagascar 3: Europe's Most Wanted: Bahasa Malaysia (Voice-over as Marty)
- 2014: Demi Adriana
- 2014: "Maharaja Lawak Mega"-as Judge

## Etapa
- 2010 : Fried Rice Paradise – The Musical

## Premios
2006
- Pesta! Pesta! Pesta! – Most Sellable Artiste
- Anugerah Planet Muzik 2006 – Most Popular Male Artiste
- MTV Asia Awards 2006 – Favourite Artist Singapore
- Nickelodeon Kids' Choice Award 2006 – Kids' Choice Award Wannabe Award (Singapore)

2007
- Pesta Perdana 9 – Most Popular Male Personality
- Nickelodeon Kids' Choice Award 2007 – Kids' Choice Award Wannabe Award (Singapore)
- Anugerah Planet Muzik 2007 – Most Popular Singapore Artiste
- Anugerah Planet Muzik 2007 – Most Popular Singapore Song ("Usah Lepaskan")
- Anugerah Planet Muzik 2007 – Best Local Singapore Song ("Usah Lepaskan")

2008
- Anugerah Planet Muzik 2008 – Most Popular Singapore Artiste
- Anugerah Planet Muzik 2008 – Most Popular Singapore Song ("Berserah")
- Anugerah Planet Muzik 2008 – Best Singapore Artiste
- Singapore Youth Award 2008 (Arts and Culture)

2009
- Composers and Authors Society of Singapore (Compass) Award – Top Local Malay Pop Song ("Usah Lepaskan")
- Anugerah Planet Muzik 2009 – Most Popular Singapore Artiste

2010
- Manja Star Award ("Anugerah Bintang Manja") 2010
- AnugeraHitz.sg 2010 – Best Artiste
- AnugeraHitz.sg 2010 – Best Composer ("Nafasku")
- AnugeraHitz.sg 2010 – Best Album ("Suria Hatiku")
- AnugeraHitz.sg 2010 – Most Popular Song ("Nafasku")
- AnugeraHitz.sg 2010 – Most Popular Song ("KepadaNya")
- AnugeraHitz.sg 2010 – Most Popular Artiste

2011
- Yahoo! Singapore – Singapore 9 Award (in Entertainment Category)

2012
- MediaCorp Suria BandStand Elektra –  MOST ICONIC SONG – VIEWERS CHOICE ("Usah Lepaskan")
- Anugerah Planet Muzik 2012 – Most Popular Singapore Artiste
- Anugerah Planet Muzik 2012 – Most Popular Regional Artiste
- Anugerah Planet Muzik 2012 – Best Collaboration, with Indonesia's Rossa in the song "Aku Bersahaja"
- Mnet Asian Music Awards 2012 – Best Asian Artist (Singapore)

2013
- Sri Temasek Award 2013 – Sri Temasek Promising Award

2014
- Anugerah Planet Muzik 2014 - Most Popular Song (Singapore)
- Anugerah Planet Muzik 2014 - Most Popular Artist
- Anugerah Planet Muzik 2014 - Social Media Icon